# Miraflores (Mérida)
Miraflores  fue una hacienda ubicada en la localidad de Mérida, municipio de Mérida, en Yucatán, México. Se encontraba al oriente de dicha ciudad.

## Demografía
Según datos de 1900 del INEGI, la población de la localidad era de 58 habitantes de los cuales 54 eran hombres y 37 eran mujeres. La población actualmente se encuentra conurbada a Mérida.
| 58                          |
| (Fuente: INEGI [Consultar]) |

## Galería

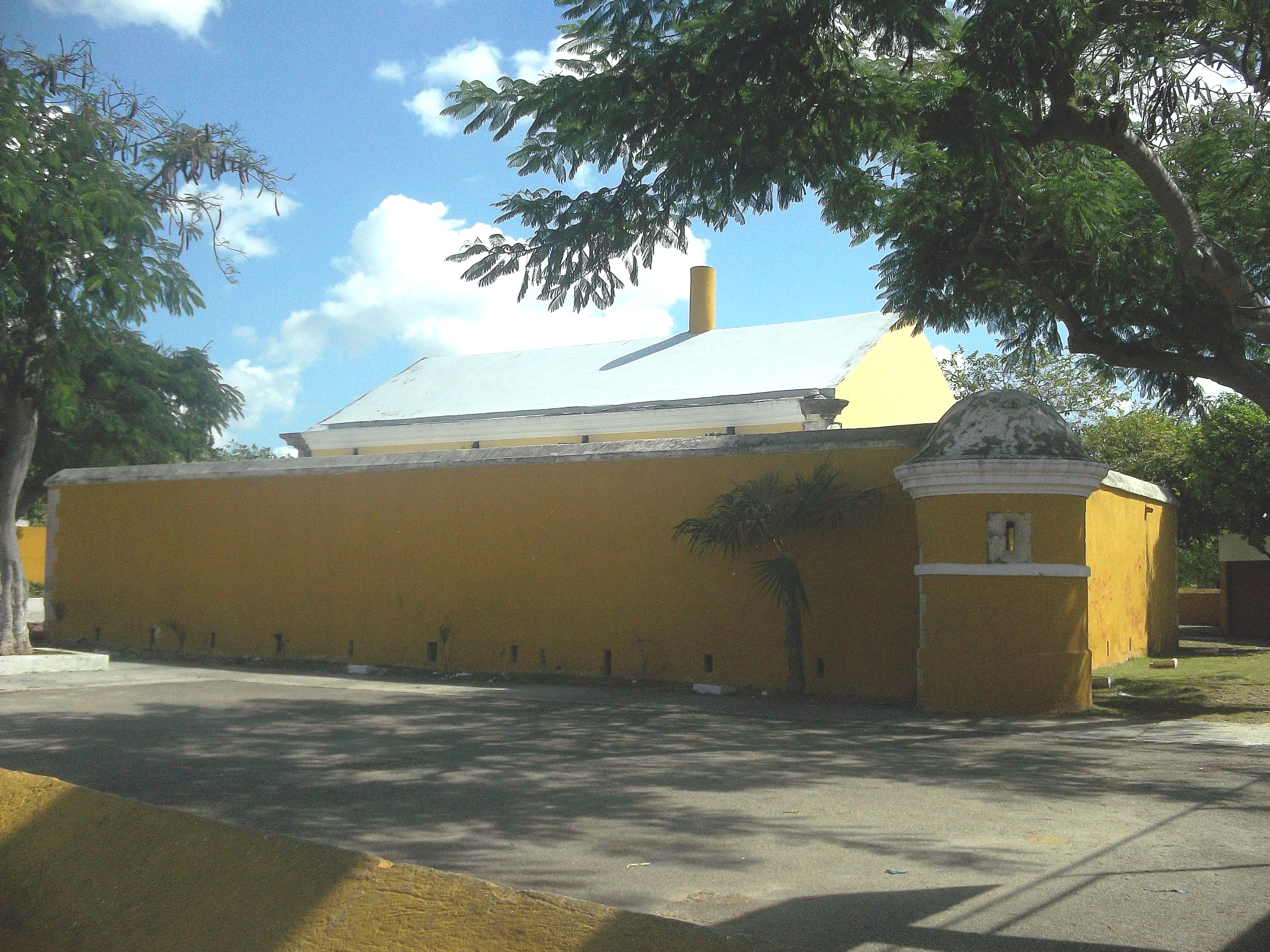
Centro Cultural Casa Mata.
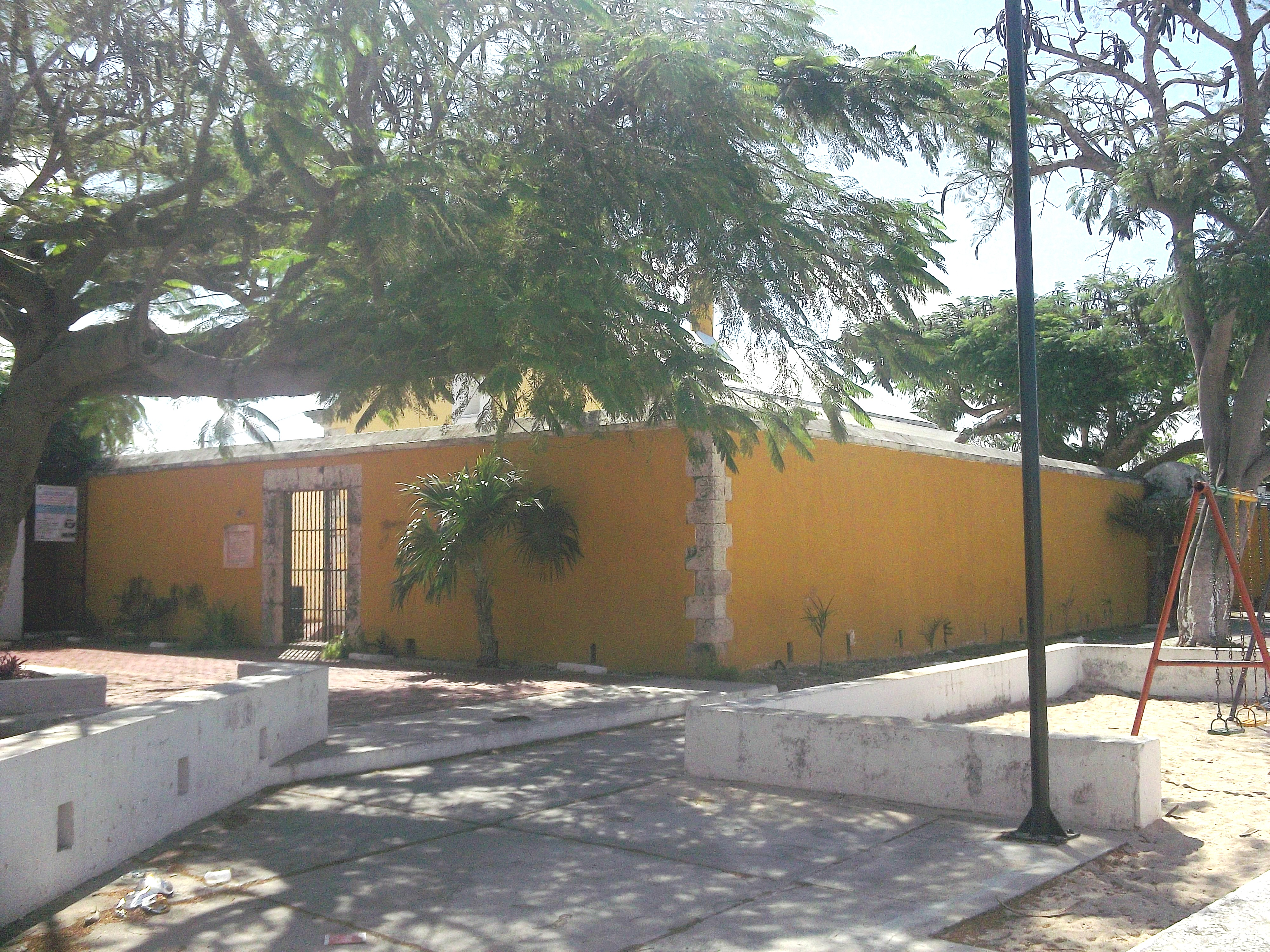
Centro Cultural Casa Mata.
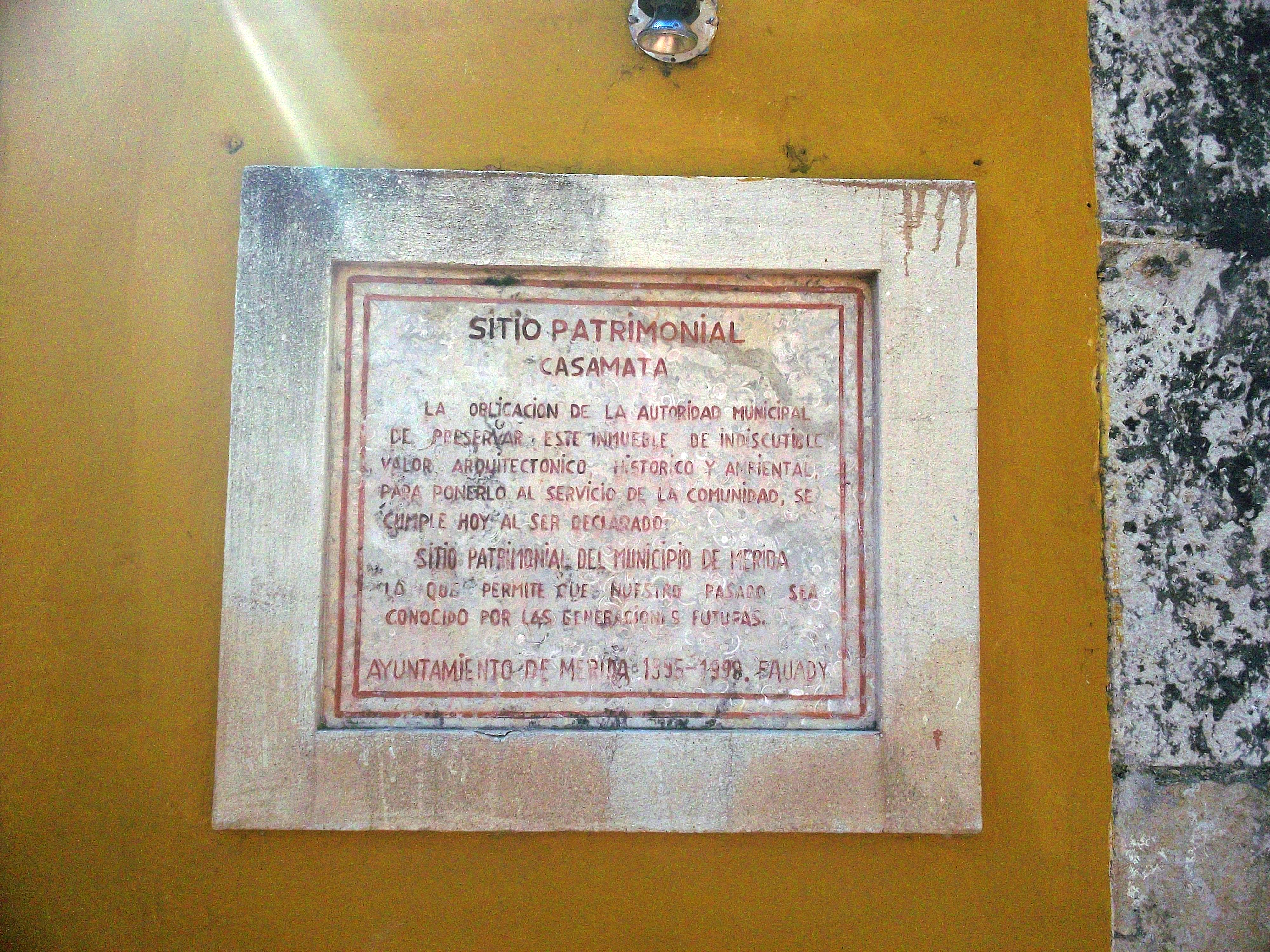
Centro Cultural Casa Mata.
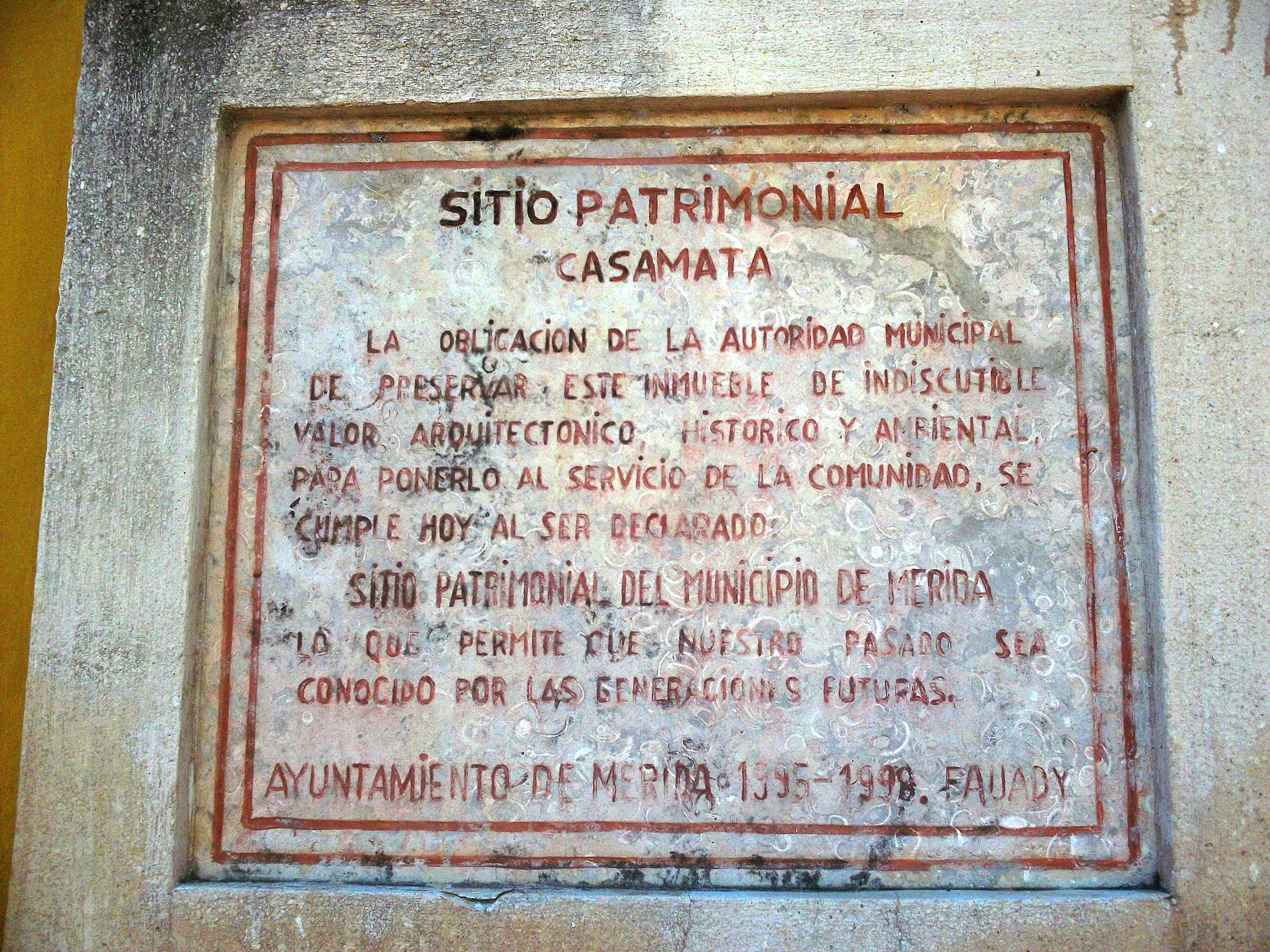
Centro Cultural Casa Mata.
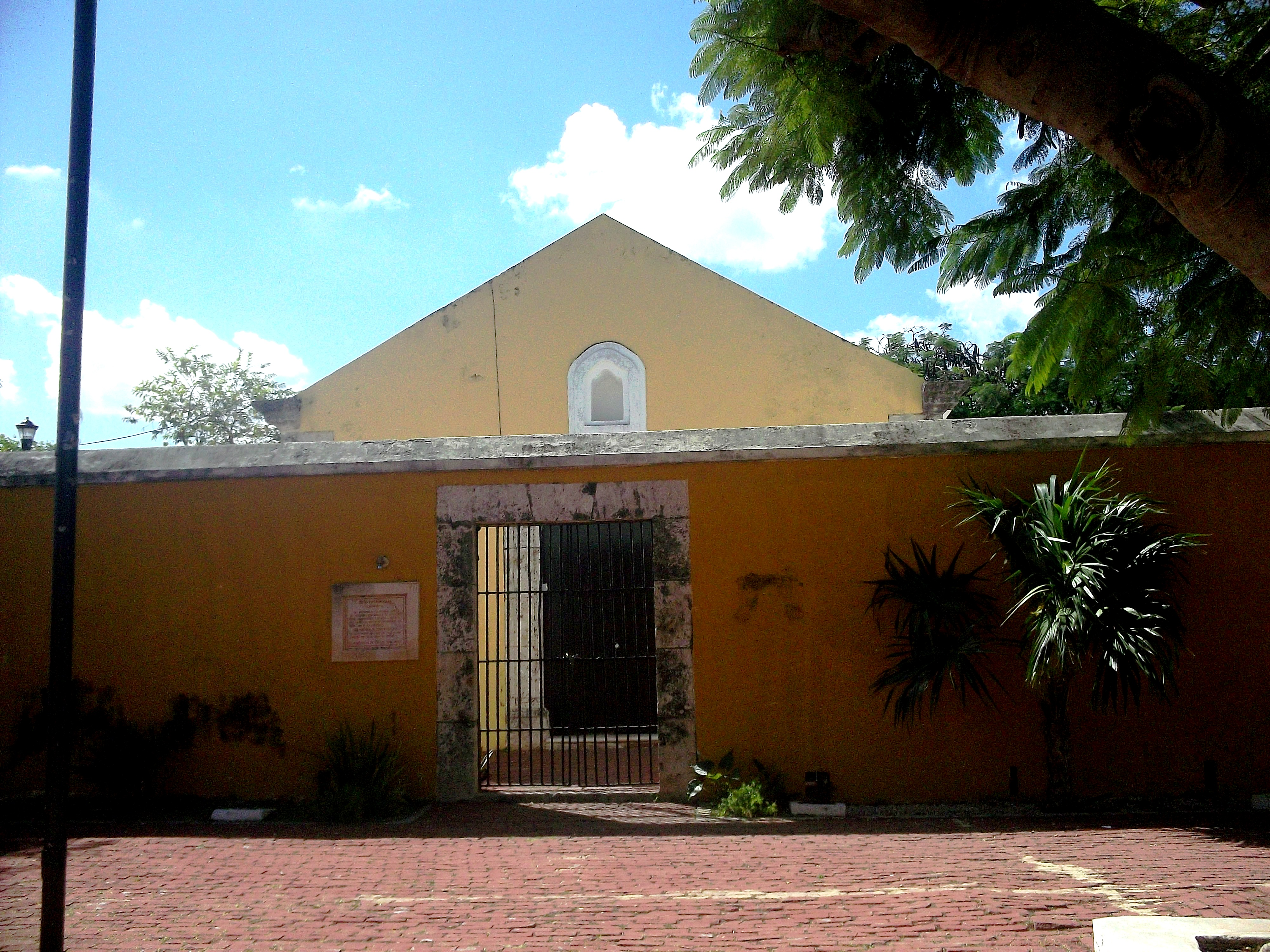
Centro Cultural Casa Mata.
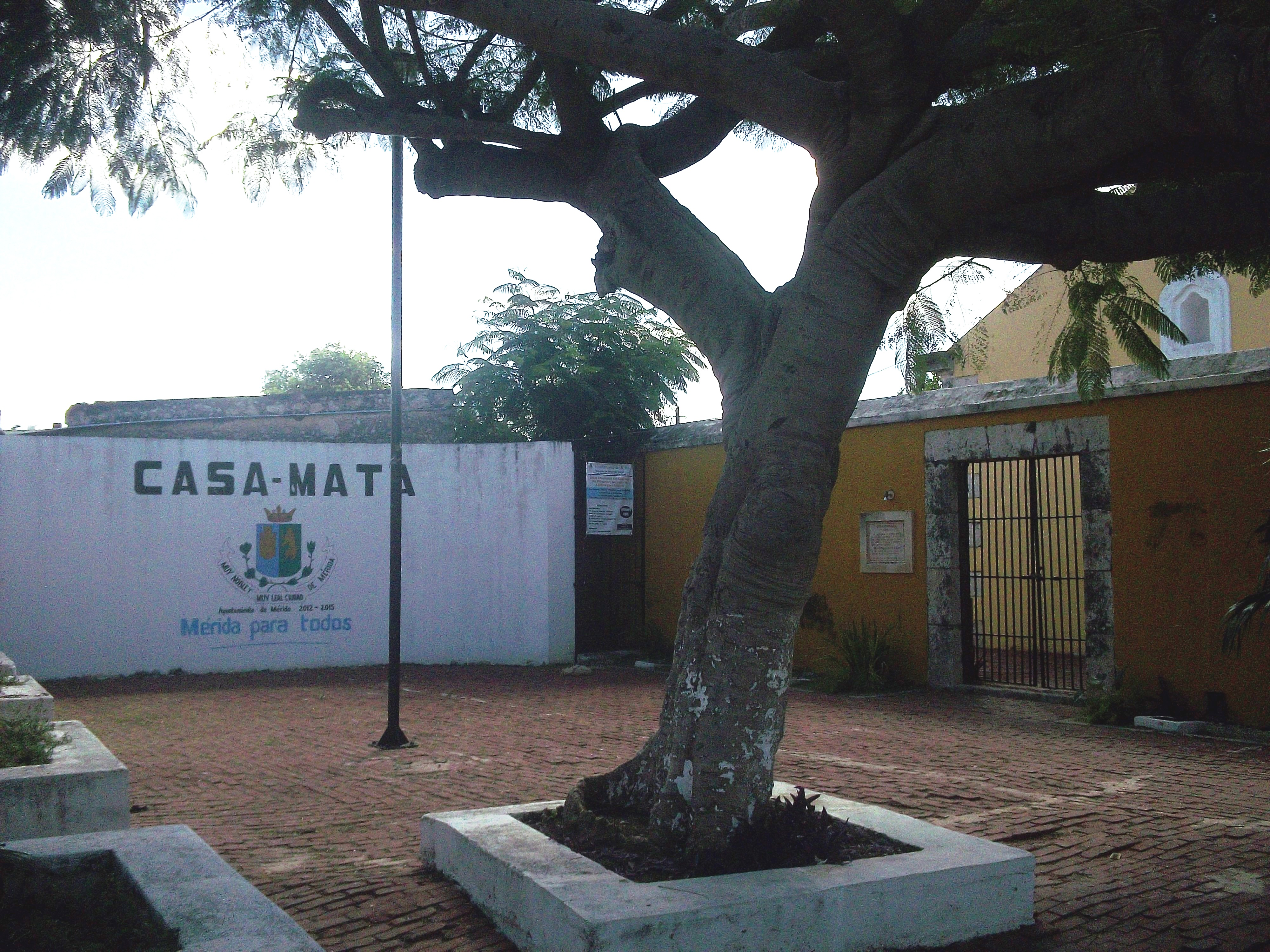
Centro Cultural Casa Mata.
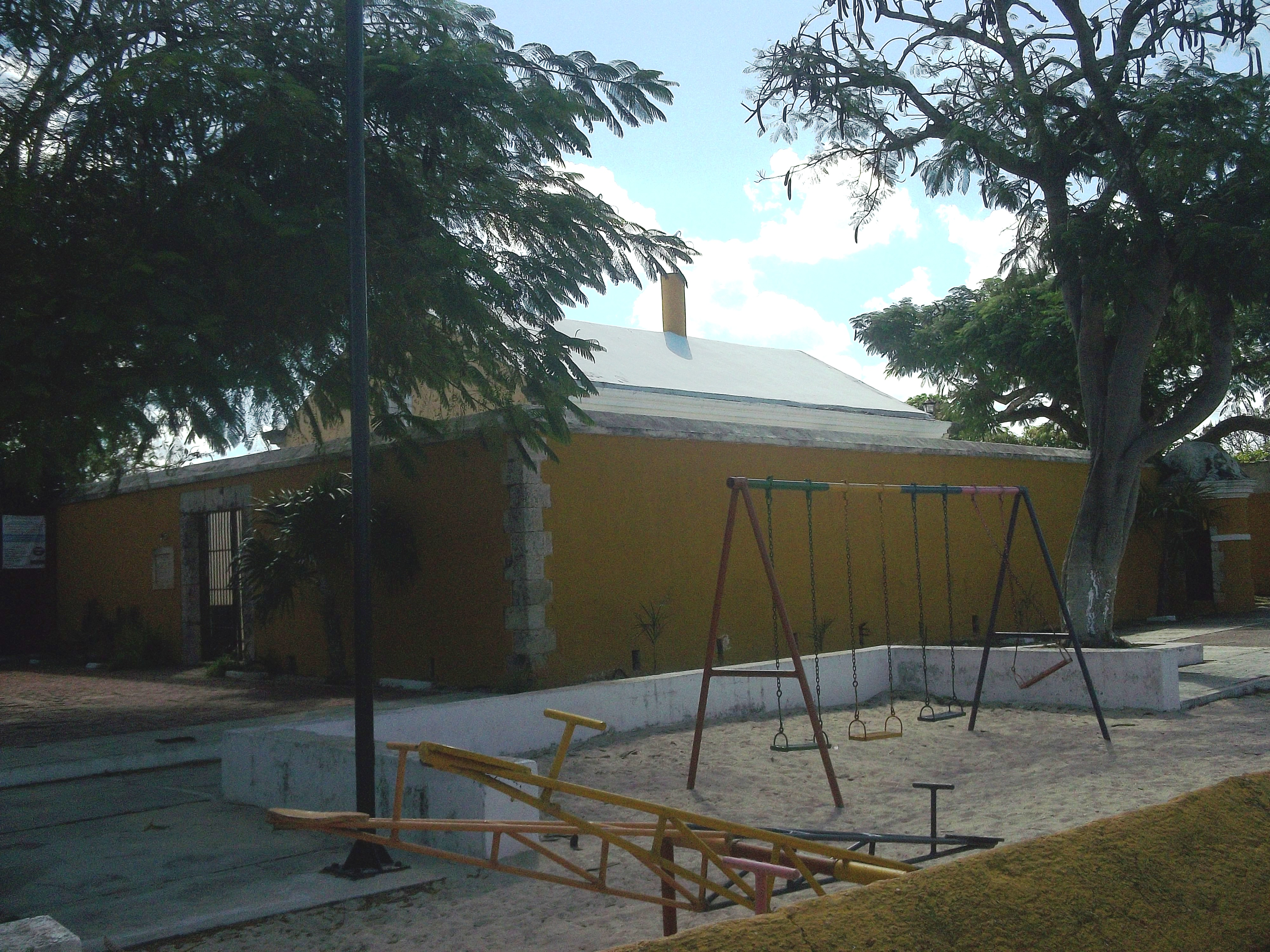
Centro Cultural Casa Mata.